# 510 (číslo)
Pět set deset je přirozené číslo. Následuje po čísle pět set devět a předchází číslu pět set jedenáct. Římskými číslicemi se zapisuje DX a řeckými číslicemi φι.

## Matematika
510 je:
- Abundantní číslo
- Složené číslo
- Nešťastné číslo

## Astronomie
- (510) Mabella je planetka hlavního pásu, kterou v roce 1903 objevil Raymond Smith Dugan

## Roky
- 510
- 510 př. n. l.